# Phytoliriomyza mikii
Phytoliriomyza mikii är en tvåvingeart som beskrevs av Gabriel Strobl 1898. Phytoliriomyza mikii ingår i släktet Phytoliriomyza och familjen minerarflugor.
Artens utbredningsområde är Österrike. Arten har ej påträffats i Sverige. Inga underarter finns listade i Catalogue of Life.